# Taula de Joves de Barcelona
La Taula de Joves de Barcelona, fou durant el període 1978-1979 la plataforma unitària d'entitats i moviments juvenils d'oposició al franquisme durant la Transició democràtica de la ciutat de Barcelona. Fou promoguda per la Taula de Joves de Catalunya i inspirada, igual que aquesta en els principis l'Assemblea de Catalunya però sense lligams formals amb aquesta plataforma unitària. Va ser clau per a la creació i constitució, l'any 1980, del Consell de la Joventut de Barcelona actual òrgan de participació, coordinació i representació de les entitats, organitzacions i moviments juvenils d'àmbit barceloní. Així mateix la seva tasca serví de base dels programes electorals adreçats als joves de les forces polítiques que es presentaren a les primeres eleccions municipals de 1979.

## Constitució
Fou creada el 10 de maig de 1978, en la seva reunió constituent hi participaren les següents entitats: els Escoltes Catalans (EC), la Branca Jove d'Escoltes Catalans, Minyons Escoltes i Guies de Catalunya (abans MEGSJC), i Noies i Nois Escoltes (NINE), T.R.U.C., Centre Marista Scout, SIPAJ, Trobades de Joves de Montserrat; Moviment d'Estudiants i Universitaris Cristians, OJE de Barcelona, Moviment d'Objectors de Consciència, Lluïsos de Gràcia, Grup de Joves Sant Pere Nolasc, Centre Juvenil Martí Codolar, Comunitat de Vida Cristiana Berchmans, Creu Roja de la Joventut, Centre Passatge, Exploradores d'Espanya, Centre Jove Juvenil Ixent, Agrupació Excursionista de Catalunya, Club Excursionista de Gràcia, Agrupació Cultural i Folklòrica de Barcelona, i el Moviment Infantil i Juvenil d'Acció Catòlica
Posteriorment s'afegiren altres associacions i moviments.
La Taula va definir clarament quatre criteris en relació al tipus d'organisme que havia de ser i que exigir als seus membres: 1/ Juvenil, perquè era representativa d'Entitats i moviments dirigits per joves; 2/ Independent, no depenent de cap partit polític i exigint el mateix als seus membres, 3/ Democràtica, entenent que el seu funcionament i els de les entitats que la formaven es regien per criteris democràtics, i 4/ Representativa de la joventut de la nostra ciutat.
Segons el document fundacional la creació de la Taula era motivada per: 1/ "... l'existència real d'una problemàtica juvenil específica, que a nosaltres ens interessa perquè hi estem immersos i perquè volem trobar-hi solucions"; i 2/, "...la situació política i social actual que aconsella que algú es faci portaveu de la joventut en general i pugui ser un interlocutor vàlid davant d'altres institucions o instàncies, i de l'opinió pública, per tal de reivindicar, fer-se ressò i buscar solucions als problemes abans esmentats.
Com en el cas de la Taula de Joves de Catalunya,les organitzacions juvenils polítiques no es van integrà en aquesta Taula atès que disposaven de la seva plataforma específica, el Consell de Forces Polítiques Juvenils de Catalunya 1976-1979 CFPJC.

## Organització
La Taula es dotà d'una organització de quatre nivells: Secretariat (òrgan executiu i tècnic), Assemblea General, Assemblea Plenària, Comissió Permanent i comissions de treball.

## Línies d'actuació
La Taula es va marcar tres línies d'actuació: “a/ Coordinar-nos mútuament, així com mantenir informada la joventut de Barcelona a fi de poder reflexionar sobre diverses propostes que afecten ala problemàtica dels diversos sectors de la joventut, b/Proposar iniciatives propostes concretes per avançar en el camí de solució dels problemes plantejats, c/ Mantenir l'opinió pública d'aquests problemes i propiciar la participació permanent dels joves en totes les decisions i mides que els afectin directament”.

## Trajectòria
La Taula de Joves de Barcelona va tenir un recorregut curt, des del maig de l'any 1978 a l'abril de 1979 atès que a diferència de la Taula de Joves de Catalunya, el fet que es convoquessin les eleccions municipals condicionà la seva actuació. Centrà la seva tasca, a més de donar suport a les accions i campanyes que proposava la Taula de Catalunya, en l'expansió als barris de la ciutat i en l'adhesió de centre i entitats, debatre la constitució d'un futur Consell Municipal de Joventut, especialment en contactar i explorar les relacions amb l'Ajuntament. Aquest aspecte és especialment rellevant perquè després d'una audiència amb l'últim alcalde pre-democràtic Josep Maria Socías Humbert s'aconseguí, per primera vegada a l'Estat espanyol, que l'ajuntament subvencionés determinats actes de la Taula i es comprometés a constituí una Comissió Municipal de Joventut amb representants del Taula i regidors i tècnics municipals per tractar de temes de joventut. Les reunions d'aquesta comissió va permetre a més de conèixer-se mútuament, entendre el llenguatge i les lògiques dels tècnics municipals, accedir a la informació i les dades sobre un tot un seguit de temes (equipaments, pressupost municipal, subvenció a la OJE...) que després servirien de base per l'elaboració dels programes electorals de les forces democràtiques.

## Dissolució
La convocatòria de les primeres eleccions democràtiques després de franquisme que es van celebrar el 3 d'abril de 1979 van propicià que el nou consistori, seguint el programa electoral de joventut, creés l'Àrea de Joventut i promogués el suport al procés de la constitució del Consell de la Joventut de Barcelona CJB. Procés en què la Taula de Joves de Barcelona tingué un protagonisme destacat. Amb l'acta de constitució del CJB el 20 de gener de 1980 la Taula de Joves de Barcelona perdés la seva raó d e ser i en conseqüència el seu funcionament va anar progressivament esllanguint-se, tot i que va continuar adherida formalment a la Taula de Joves de Catalunya durant el 1980 que es produí la dissolució d'aquesta.